# Silent Twins
Silent Twins (ang. The Silent Twins, dosł. pol. Milczące bliźnięta) – polsko-amerykańsko-brytyjski dramat filmowy z 2022 roku w reżyserii Agnieszki Smoczyńskiej. Anglojęzyczny debiut tej reżyserki. Scenariusz powstał na podstawie reporterskiej książki Marjorie Wallace.
Obraz miał swoją światową premierę w sekcji "Un Certain Regard" na 75. MFF w Cannes. Zaprezentowany został również w sekcji konkursowej na 47. Festiwalu Polskich Filmów Fabularnych w Gdyni, gdzie zdobył nagrodę główną – Złote Lwy.

## Fabuła
Oparta na faktach historia June i Jennifer Gibbons – mieszkających w Walii czarnoskórych bliźniaczek, które wychowując się w nieprzyjaznym otoczeniu jako dzieci przestały komunikować się werbalnie ze światem. Niemniej gdy były same rozmawiały ze sobą przy pomocy wymyślonego języka znaków. Zamykane w szpitalach psychiatrycznych z czasem weszły na drogę przestępstwa.

## Obsada
- Letitia Wright – June Gibbons
- Tamara Lawrance – Jennifer Gibbons
- Leah Mondesir-Simmonds – June Gibbons w młodości
- Eva-Arianna Baxter – Jennifer Gibbons w młodości
- Nadine Marshall – Gloria
- Treva Etienne – Aubrey
- Michael Smiley – Tim Thomas
- Jodhi May – Marjorie Wallace
- Jack Bandeira – Wayne Kennedy
- Kinga Preis – siostra Nowak
- Amarah-Jae St Aubyn – Greta
- Małgorzata Klara – pracownica opieki społecznej
- Matylda Paszczenko – pracownica Eastgate

Źródło: Filmpolski.pl